# تاريخ علم الفلك عند المسلمين
تاريخ علم الفلك عند المسلمين، كان العرب الأوائل يستخدمون نظاماً أولياً لتقدير مرور الوقت استناداً إلى مصدرين، الأول: ظاهرة الغروب الأفولي لسلسلة من النجوم أو الكوكبات النجمية لتحديد بداية فترات زمنية تسمى النوء، لكن فترة دوام النوء الحقيقية في هذه الأثناء تتراوح من يوم إلى سبعة أيام، وكانت النجوم ذاتها هي المسؤولة عن المطر، ويتم التضرع إليها بطقوس الاستطمار، وقد أفاد البدو من معرفة هذه الأنواء التي أكسبتهم خبرة التنبؤ بحالة الطقس خلال فترة زمنية معينة. أما المصدر الثاني فهو ظاهرة الشروق الاحتراقي لسلسلة النجوم نفسها، أو الكوكبات النجمية على فترات قدرها ستة أشهر لتحديد السنة الشمسية، بتثبيت عدد الدورات عند ثمانٍ وعشرين دورة تقريباً، وتدل بعض الآثار الباقية على أن هذا كان أساس التقويم..

## اهتمام الإسلام بعلم الفلك
أما علم الفلك فقد حظي بعناية أهل الإسلام منذ عهد بعيد؛ إذا عُلِمَ أن القرآن الحكيم أورد جملة وافرة وعددًا كبيرًا من الآيات المتعلقة بالكون والفلك. وإن كان المقصود الأساسي منها هو: الهداية للتي هي أقوم.
وتتجلى مظاهر العناية القرآنية بالفلك في الأمور التالية:
1. التأكيد على (السماء) و (الكون) بما يفوق التركيز على (الإنسان)، فمن ذلك قوله سبحانه: ﴿ أأنْتـُمْ أَشـَدُّ خَلْقًا أمِ السَّمَآءُ بَنَاهَا*رَفَعَ سَمْكَهَا فَسَوَّاهَا*وَأَغْطَشَ لَيْلَهَا وَأَخْرَجَ ضُحَاهَا ﴾ النازعات 27 ـ 29}. وما ورد في القرآن الكريم: ﴿ لَخـَلْقُ السَّمَوَاتِ وَالأرْضِ أَكْبَرُ مِنْ خَلْقِ النــَّاسِ وَلَكِنَّ أَكْثَرَ النــَّاسِ لا يَعْلَمُونَ ﴾ غافر: 57.
2. ورود (مفردات فلكية) كثيرة في القرآن. فلفظ (السماء) و (السموات) ورد في القرآن 310 مرة. ولفظ (الشمس) 33 مرة. ولفظ (القمر) 27 مرة. ولفظ (النجم)، (النجوم) 13 مرة.
3. تسمية بعض سور القرآن بـ (أسماء فلكية) و(ظواهر كونية) من مثل: (القمر، النجم، الشمس، المعارج، التكوير، الانفطار، البروج، الانشقاق..).
4. ورود تلك الآيات الداعية إلى النظر في السماء والتفكر في بنائها المحكم، ومحتوياتها المذهلة، وإلى النظر والتفكر أيضاً في الظواهر الكونية المختلفة؛ مثل قوله عز شأنه: ﴿أَوَلَمْ يَنْظُرُوا فِي مَلَكُوتِ السَّمَاوَاتِ وَالْأَرْضِ وَمَا خَلَقَ اللَّهُ مِنْ شَيْءٍ وَأَنْ عَسَى أَنْ يَكُونَ قَدِ اقْتَرَبَ أَجَلُهُمْ فَبِأَيِّ حَدِيثٍ بَعْدَهُ يُؤْمِنُونَ ۝١٨٥﴾{ الأعراف: 185}. ﴿أَفَلَمْ يَنْظُرُوا إِلَى السَّمَاءِ فَوْقَهُمْ كَيْفَ بَنَيْنَاهَا وَزَيَّنَّاهَا وَمَا لَهَا مِنْ فُرُوجٍ ۝٦﴾ { سورة ق: 6 } ﴿إِنَّ فِي خَلْقِ السَّمَاوَاتِ وَالْأَرْضِ وَاخْتِلَافِ اللَّيْلِ وَالنَّهَارِ لَآيَاتٍ لِأُولِي الْأَلْبَابِ ۝١٩٠ الَّذِينَ يَذْكُرُونَ اللَّهَ قِيَامًا وَقُعُودًا وَعَلَى جُنُوبِهِمْ وَيَتَفَكَّرُونَ فِي خَلْقِ السَّمَاوَاتِ وَالْأَرْضِ رَبَّنَا مَا خَلَقْتَ هَذَا بَاطِلًا سُبْحَانَكَ فَقِنَا عَذَابَ النَّارِ ۝١٩١﴾ { آل عمران: 190، 191، } ﴿أَفَلَا يَنْظُرُونَ إِلَى الْإِبِلِ كَيْفَ خُلِقَتْ ۝١٧ وَإِلَى السَّمَاءِ كَيْفَ رُفِعَتْ ۝١٨﴾ { الغاشية: 17، 18،} ﴿هُوَ الَّذِي جَعَلَ الشَّمْسَ ضِيَاءً وَالْقَمَرَ نُورًا وَقَدَّرَهُ مَنَازِلَ لِتَعْلَمُوا عَدَدَ السِّنِينَ وَالْحِسَابَ مَا خَلَقَ اللَّهُ ذَلِكَ إِلَّا بِالْحَقِّ يُفَصِّلُ الْآيَاتِ لِقَوْمٍ يَعْلَمُونَ ۝٥﴾( يونس:5).